# Tête Ronde
Tête Ronde är en bergstopp i Schweiz. Den ligger i distriktet Aigle och kantonen Vaud, i den sydvästra delen av landet, 70 km söder om huvudstaden Bern. Toppen på Tête Ronde är 3 036 meter över havet. Tête Ronde ingår i bergsmassivet Les Diablerets.